# Osteoblast

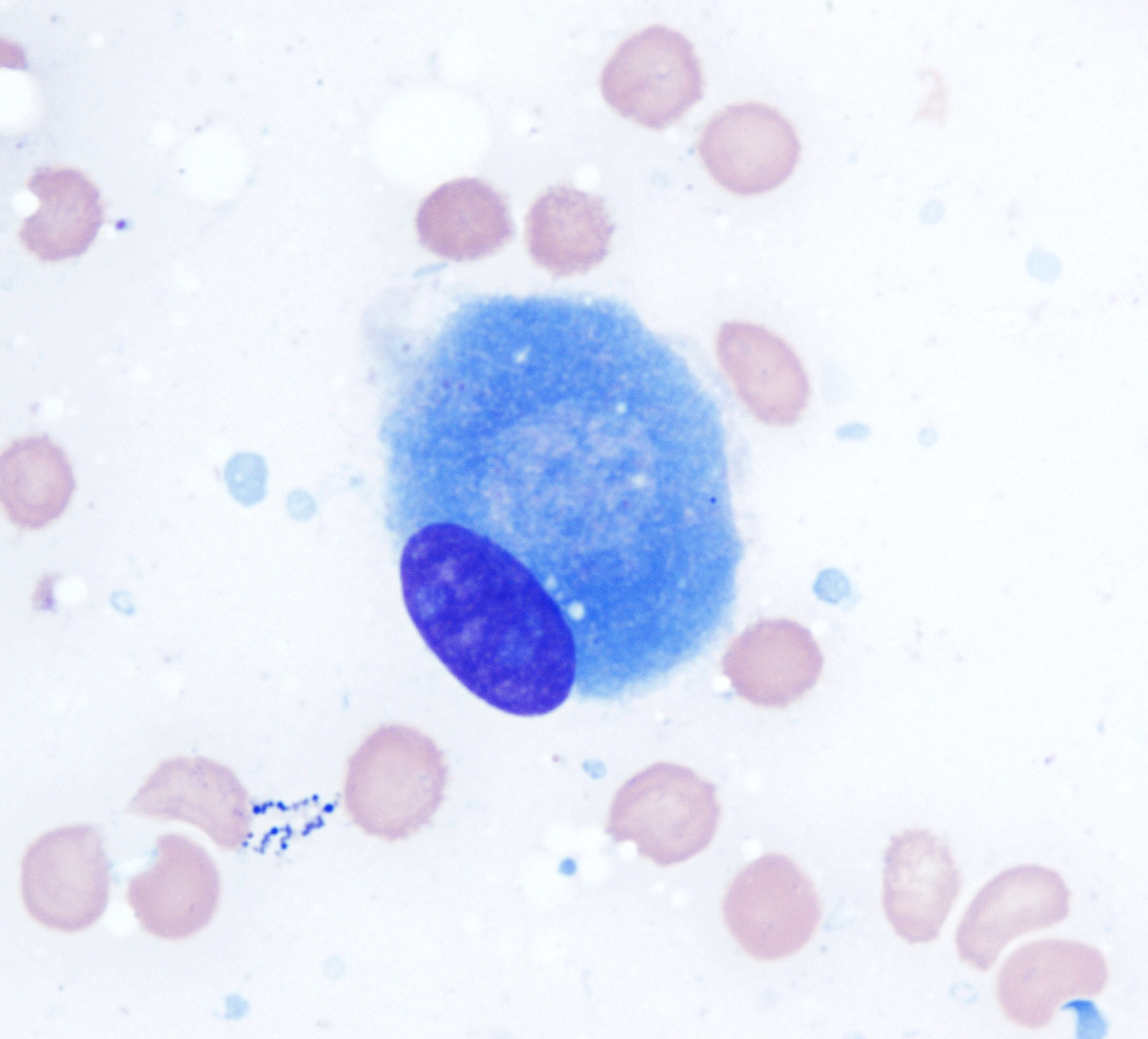
Osteoblast met Giemsa-kleuring

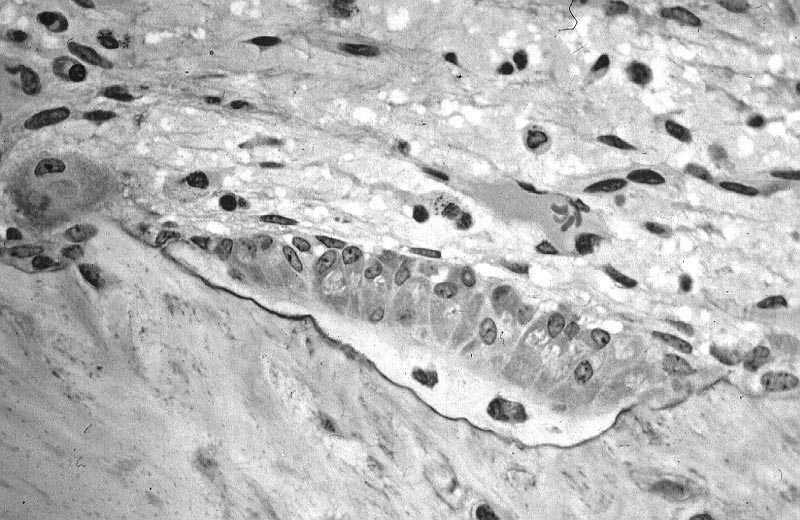
Afbeelding met meerdere osteoblasten. In de TEM-afbeelding kan de door de osteoblasten gesynthetiseerde osteoïd duidelijk worden gezien als een heldere zone (zwarte grenslijn) met twee ingebedde osteocyten, scherp afgebakend in de richting van de gemineraliseerde botmatrix.

Een osteoblast (van de Griekse combinatievormen voor "bot", ὀστέο-, osteo- en βλαστός blastós, "kiem") is een cel met een enkele celkern die verantwoordelijk is voor de vorming van botweefsel tijdens botvorming, botgroei en bothermodellering. Het botweefsel wordt opgebouwd door osteoïd en mineraliserende enzymen af te scheiden in de botmatrix. Echter in het proces van botvorming functioneren osteoblasten in groepen van met elkaar verbonden cellen, een zogenoemde basis multicellulaire eenheid (BMU). Individuele cellen kunnen geen bot maken. Osteoblasten zorgen voor de verkalking van de botmatrix, de ossificatie. Daarnaast scheiden ze ook regulerende stoffen af die de osteoclast-functie controleren.
De cellen ontstaan onder invloed van de fibroblastgroeifactoren (FGF, PDGF, TGF-β en andere BMP's) uit osteoprogenitorcellen (mesenchymatische stamcellen) die in de endost en het beenvlies (periost) voorkomen. Verschillende transcriptie- en groeifactoren reguleren de differentiatie en proliferatie van osteoblasten, met name RUNX2, dat de expressie zal reguleren van genen die door osteoblasten tot expressie worden gebracht.
Osteoblasten zijn ook afhankelijk van circulerende hormonen (parathormoon, leptine). Leptine zal inwerken op de hypothalamus, de cellen van de hypothalamus scheiden een factor af die de vorming van botweefsel door osteoblasten zal remmen.. Osteoblasten maken de organische bestanddelen van de botmatrix. Ze produceren collageen type I, proteoglycanen, glycoproteïnen en in veel kleinere hoeveelheden gespecialiseerde eiwitten, waaronder osteocalcine en osteopontine. 
Osteoblasten liggen tegen het oppervlak van het bot aan in aaneengesloten rijen: de osteoblastenzoom. Ze tonen alle kenmerken van een eiwit-synthetiserende cel wanneer zij botmatrixmateriaal produceren. Osteoblasten zijn de botbouwers. Feitelijk is de osteoblast een gespecialiseerde fibroblast. Op botoppervlakken waar groei optreedt, zijn de osteoblasten in een dunne aaneengesloten laag aanwezig. Hun cytoplasma is gevuld met een sterk ontwikkeld endoplasmatisch reticulum en golgicomplex. Dit duidt net als bij de fibroblasten op synthese van eiwit- en suikerketens. De osteoblasten maken amorfe matrix waarin ze vervolgens collageen afzetten. Dit materiaal wordt in bot een osteoïd genoemd. De botmatrix is een belangrijke opslagplaats van mineralen voor fysiologische homeostase, inclusief zowel zuur-basebalans als calcium- of fosfaatonderhoud.
Terugkoppeling van de fysieke activiteit van osteocyten handhaaft de botmassa, terwijl terugkoppeling van osteocyten de grootte van de botvormende eenheid beperkt.  Een belangrijk aanvullend mechanisme is de secretie door osteocyten, begraven in de matrix, van sclerostine, een proteïne dat een reactiepad remt dat osteoblastactiviteit handhaaft. Wanneer het osteon een gelimiteerde grootte bereikt, deactiveert het dus de botsynthese.

## Osteoblasten, osteocyten en osteoclasten

Botweefsel wordt verwijderd door osteoclasten, en vervolgens wordt nieuw botweefsel gevormd door osteoblasten. Beide processen maken gebruik van cytokine (TGF-β, IGF) signalering.

Mesenchymatische stamcellen geven aanleiding tot osteoblasten, vetcellen en spiercellen, naast andere celtypen. De hoeveelheid osteoblasten is omgekeerd evenredig aan die van vetcellen, die mergvetweefsel vormen. Osteoblasten worden in grote aantallen aangetroffen in het beenvlies, de dunne bindweefsellaag op het buitenste oppervlak van botten en in het endosteum.
Normaal gesproken wordt bijna de gehele botmatrix bij gewervelde dieren met longen, gemineraliseerd door de osteoblasten. Voordat de organische matrix wordt gemineraliseerd, wordt deze de osteoïd genoemd. Nadat een osteoblast vast komt te zitten tijdens het vormen van de botmatrix, transformeert hij tot een osteocyt. Tijdens de botvorming bestaat de oppervlaktelaag van osteoblasten uit kubische cellen, actieve osteoblasten genoemd. Wanneer de botvormende eenheid niet actief bot synthetiseert, worden de oppervlakte-osteoblasten afgeplat en inactieve osteoblasten genoemd. Deze cellen bevatten weinig cytoplasma en weinig intracellulaire organellen en vertonen verminderde activiteit. Ze communiceren met elkaar via dunne en korte cytoplasmatische uitlopers met communicerende verbindingen georganiseerd door connexine 432. Osteocyten blijven in leven en zijn via uitlopers van het cytoplasma verbonden met een oppervlaktelaag van osteoblasten. Osteocyten hebben belangrijke functies in het onderhoud van het skelet, zoals het uitwisselen van mineralen, voedingsstoffen en afvalstoffen via de canaliculi. Osteoclasten breken bot af en osteoblasten bouwen bot op.

## Organisatie en ultrastructuur
Bij bot dat met hoge vergroting via elektronenmicroscopie is bestudeerd, is aangetoond dat individuele osteoblasten verbonden zijn door zonula occludens, die de doorgang van extracellulaire vloeistof verhinderen en zo een botcompartiment vormen dat gescheiden is van de algemene extracellulaire vloeistof. De osteoblasten zijn ook verbonden door gap junctions, kleine poriën die osteoblasten verbinden, waardoor de cellen in één groep als een eenheid kunnen functioneren. De gap junctions verbinden ook diepere lagen cellen met de oppervlaktelaag (osteocyten wanneer omgeven door bot). Dit werd direct aangetoond door fluorescerende kleurstoffen met een laag moleculair gewicht in osteoblasten te injecteren en te laten zien dat de kleurstof diffundeerde naar omliggende en diepere cellen in de botvormende eenheid. Bot bestaat uit veel van deze eenheden, die gescheiden zijn door ondoordringbare zones zonder cellulaire verbindingen, cementlijnen genoemd.
|  |  |  |